# Marisa Avilés
Marisa Avilés Arreola (Ciudad Victoria, Tamaulipas; 9 de mayo de 1963). Es poeta escritora, académica, promotora cultural y feminista mexicana ganadora de diversos premios, ha publicado editoriales, artículos y poemas, así como tres poemarios y sus obras son incluidas en seis antología como la de poetas, tamaulipecas del siglo XX y en cuatro de cuento. Su biobibliografía está incluida en la Enciclopedia de la Literatura en México y algunas de sus obras forman parte del catálogo de la biblioteca de la Universidad Princeton.

## Biografía
Licenciada en Ciencias de la Comunicación por el Tecnológico de Monterrey institución en la que trabajó en el área académica durante más de 20 años. Tiene las maestrías en Desarrollo Organizacional Universidad de Monterrey (UDEM) y otra en Ciencias de la información y Bibliotecología en la Universidad de Wisconsin (UWM). Realizó estudios de doctorado en Antropología Cultural (UG). Ha recorrido diversos foros culturales, promoviendo la literatura y  la obra de las mujeres poetas tamaulipecas.

## Reconocimientos
- Premio de poesía “Francisco de P. Arreola”, de la Asociación Bellas letras, bellas artes en (1985)
- Premio de poesía “Juegos florales de Ciudad Victoria”, (1996)
- Por el Gobierno del Estado de Tamaulipas y de varias asociaciones civiles obtuvo la distinción de “La mujer victorense más distinguida del año 2006”

## Obras
- Territorio de poemas (1986)
- En azul marino (1997)[6]
- Nada hiere tanto (1998)
- Entre mis sueños y tu piel (2001)[4]
- Perfiles, microrrelatos (2017)
- Porque te quiero (2018).
- Lascas relatos y ficciones (2018)[1]